# Круглое (Северо-Казахстанская область)
Круглое (каз. Круглое) — упразднённое село в районе Магжана Жумабаева Северо-Казахстанской области Казахстана. Ликвидировано в 2019 г. Входило в состав Лебяжинского сельского округа. Находится вблизи границы с Россией, примерно в 37 км к северо-востоку от города Булаево, административного центра района, на высоте 118 метров над уровнем моря. Код КАТО — 593653200.

## Население
В 1999 году численность населения села составляла 65 человек (31 мужчина и 34 женщины). По данным переписи 2009 года, в селе проживал 21 человек (10 мужчин и 11 женщин).